# Olaf Hudtwalcker
Jürgen Olaf Hudtwalcker (* 12. September 1915 in Hamburg; † 23. April 1984 in Barcelona) war ein deutscher Galerist und Jazzpublizist.

## Leben und Wirken

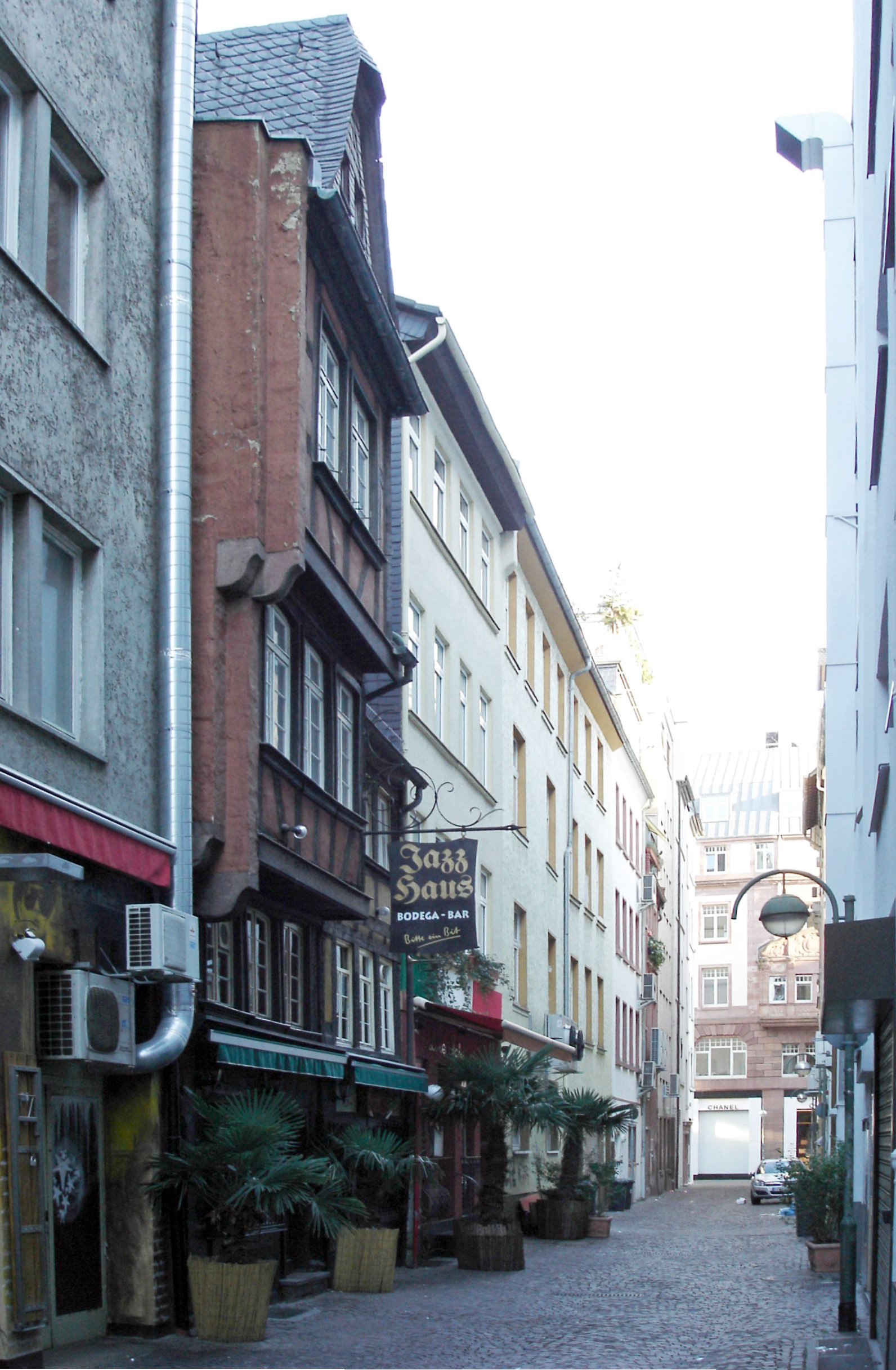
Jazzhaus in Frankfurt am Main

Olaf Hudtwalcker stammt aus einer alten Hamburger Kaufmannsfamilie. Sein Vater war Heinrich Carl Hudtwalcker, sein Großvater Heinrich Hudtwalcker. Während seines Studiums in Berlin (1935 bis 1941) nahm er an Zusammenkünften des dortigen Hot Clubs teil, bei denen sich die Anhänger der von den Nationalsozialisten seit 1935 verfolgtenen Jazzmusik heimlich trafen, um Schallplatten zu hören und Fachwissen auszutauschen.
Nach 1945 setzte Hudtwalcker sich durch Vorträge und Artikel für den Jazz im Nachkriegsdeutschland ein. Er wurde 1947 Vorsitzender des Hot Clubs Frankfurt am Main und gestaltete ab 1948 Jazzsendungen für den Hessischen Rundfunk („Jazzclub“), die er auch moderierte. Gemeinsam mit Vorsitzenden anderer Hot-Clubs, insbesondere Dieter Zimmerle aus Stuttgart, Dietrich Schulz-Köhn aus Köln und Hans Blüthner aus Berlin forderte er im Winter 1949/50 in einem Rundbrief die deutschen Hot Clubs auf, mögliche Inhalte und Ziele eines Zusammenschlusses der Jazzinitiativen zu formulieren; so entstand die Deutsche Jazz Föderation, deren Präsident Hudtwalcker zwischen 1955 und 1966 war. Seit 1958 hatte sie in dem von Horst Lippmann wiederaufgebauten Frankfurter Altstadthaus Kleine Bockenheimer Str. 12 – sog. „Jazzhaus“ – ihr Sekretariat. Im selben Haus befand sich zwischen 1958 und 1965 Hudtwalckers Galerie für moderne Kunst.
1961 übernahm Hudtwalcker eine Sprecherrolle in Günther Weisenborns Hörspiel Harlem-Ballade – Die Geschichte der Jazz-Sängerin Billie Holiday. Hudtwalcker führte in der ARD durch die Fernseh-Reihe Jazz für junge Leute. 1965 präsentierte er in Zusammenarbeit mit den Konzertveranstaltern Lippmann + Rau von Barcelona aus die erste Ausgabe des Festival Flamenco Gitano, zu dessen teilnehmenden Künstlern neben der Tänzerin La Singla auch die späteren Weltstars Paco de Lucía und Camarón de la Isla zählten.
Hudtwalcker war mit Irene Ruthild Gauff (* 1928; †2017 in Sabadell) verheiratet und hatte einen Sohn Christian Andre (* 1956). Er ruht in der Familiengrabstätte auf dem Friedhof Ohlsdorf.

## Lexikalischer Eintrag
- Carlo Bohländer, Karl Heinz Holler: Reclams Jazzführer. Reclam 1970